# DIIV
I DIIV sono un gruppo musicale rock statunitense formato nel 2011 e originario di Brooklyn (New York).

## Storia
La band è nata come progetto solista di Zachary Cole Smith. Dopo la pubblicazione di tre singoli, nel giugno 2012 è stato pubblicato l'album di debutto.
Dopo un lungo periodo di gestazione e difficoltà, in cui il leader della band è stato arrestato per abuso di stupefacenti ed è successivamente finito in riabilitazione riuscendo a disintossicarsi, nel febbraio del 2016 la band pubblica il secondo album in studio Is The Is Are mentre nell'ottobre 2019 viene pubblicato il terzo lavoro, Deceiver, accompagnato da un tour che li porterà anche in UK.

## Formazione

### Formazione attuale
- Zachary Cole Smith – voce principale, chitarra(2011–presente)
- Andrew Bailey – chitarra (2011–presente)
- Colin Caulfield – basso, voce secondaria, pianole elettroniche, chitarra (2018–presente)
- Ben Newman – batteria (2015–presente)

### Ex componenti
- Devin Ruben Perez – basso (2011–2017)
- Gryphon Graham – pianole elettroniche, chitarra, voce secondaria (2013)
- Colby Hewitt – batteria (2011–2015)

## Discografia
Album studio
- 2012 - Oshin
- 2016 - Is the Is Are
- 2019 - Deceiver
- 2024 - Frog in Boiling Water

Singoli
- 2011 - Sometime
- 2011 - Human
- 2012 - Geist
- 2015 - Dopamine
- 2015 - Bent (Roi's Song)
- 2015 - Mire (Grant's Song)
- 2015 - Under the Sun